# Климов, Владимир Михайлович
Влади́мир Миха́йлович Кли́мов (род. 4 октября 1949, Москва) — советский и российский кинооператор игрового кино, народный артист Российской Федерации (2004).

## Биография
Родился в Москве.
В период 1966—1967 годов работал на учебной студии ВГИКа, параллельно учился на операторском факультета ВГИКа (мастерская Бориса Волчека), по окончании института в 1971 году был распределён на «Мосфильм», работал в качестве ассистента оператора на картинах «Пришёл солдат с фронта» (1971), «Командир счастливой „Щуки“» (1972), «С тобой и без тебя» (1973).
С 1973 года — оператор.
Сотрудничал с режиссёрами Родионом Нахапетовым, Саввой Кулишом, Александром Зархи, Али Хамраевым, Кареном Шахназаровым.
Член КПСС с 1984 года, член Союза кинематографистов СССР (Москва).

### Семья
Жена — Лидия Думцева (1939—2016), детская писательница.

## Фильмография
Оператор
- 1973 — Вино из одуванчиков к/м
- 1974 — На край света (совместно с К. Супоницким)
- 1977 — Отклонение — ноль
- 1979 — Взлёт
- 1980 — Что можно Кузенкову?
- 1980 — Двадцать шесть дней из жизни Достоевского
- 1981 — Душа
- 1982 — И будем жить (Киноальманах «Молодость» № 4)
- 1982 — Сказки… сказки… сказки старого Арбата
- 1983 — Аукцион
- 1983 — Ты мой восторг, мое мученье…
- 1984 — И ещё одна ночь Шахерезады...
- 1985 — Багратион
- 1986 — Начни сначала
- 1987 — В дебрях, где реки бегут…
- 1987 — Сад желаний
- 1988 — Трагедия в стиле рок (совместно с В. Фастенко)
- 1989 — Шакалы
- 1990 — Динозавры XX века
- 1991 — Ау! Ограбление поезда
- 1992 — Глаза
- 1993 — Пистолет с глушителем
- 1993 — Посторонний
- 1994 — Железный занавес (совместно с А. Ренковым)
- 1995 — Пионерка Мэри Пикфорд
- 1997 — Война окончена. Забудьте...
- 1997 — Вор
- 1998 — Чёрное море
- 1999 — Маросейка, 12
- 1999 — Танцуй со мной
- 2001 — Львиная доля
- 2001 — Яды, или Всемирная история отравлений
- 2001 — Люди 1941 года (документальный)
- 2002 — Ледниковый период
- 2003 — В созвездии Быка (совместно с В. Баштой)
- 2003 — Шик
- 2004 — Всадник по имени Смерть
- 2005 — Брежнев (совместно с А. Жегаловым);
- 2007 — Русская игра (совместно с А. Жегаловым);
- 2007 — Отец
- 2007 — Ленинград
- 2008 — Старшая жена
- 2009 — История лётчика (совместно с В. Спорышковым)
- 2009 — Скоро весна
- 2010 — Москва, я люблю тебя! (киноальманах)
- 2011 — Дело гастронома №1
- 2013 — Любовь за любовь
- 2013 — Собачий рай
- 2014 — Григорий Р. (совместно с А. Фёдоровым)
- 2015 — Главный
- 2017 — Крым
- 2018 — На Париж
- 2021 — Яблоня

Режиссёр
- 1993 — Посторонний (документальный)

Актёр
- 2009 — История лётчика — Отто
- 2011 — Аукцион — посетитель аукциона
- 2019 — На Париж — полицейский

## Награды и номинации
- 1989 — заслуженный деятель искусств РСФСР;
- 1998 — номинация на премию «Ника» в категории Лучшая операторская работа за фильм «Вор» (1997)[6];
- 2004 — народный артист Российской Федерации (19 июля 2004) — за большие заслуги в области искусства[7];
- 2004 — номинация на премию киноизобразительного искусства «Белый квадрат» Гильдии кинооператоров России (фильм «Шик»);
- 2005 — номинация на премию киноизобразительного искусства «Белый квадрат» Гильдии кинооператоров России (фильм «Всадник по имени Смерть»);
- 2008 — премия «Золотой орёл» За лучшую операторскую работу («Ленинград»);
- 2008 — премия ТЭФИ в номинации Оператор телевизионного художественного фильма / сериала («Ленинград»)[8];
- 2008 — номинация на премию киноизобразительного искусства «Белый квадрат» Гильдии кинооператоров России (фильм «Ленинград»);
- 2010 — номинация на премию киноизобразительного искусства «Белый квадрат» Гильдии кинооператоров России (фильм «Скоро весна»);
- 2011 — орден Дружбы (4 мая 2011) — за большие заслуги в развитии отечественной культуры и искусства, многолетнюю плодотворную деятельность[9];
- 2020 — орден Почёта (19 мая 2020) — за большой вклад в развитие отечественной культуры и искусства, многолетнюю плодотворную деятельность[10];
- лауреат премии Ленинского комсомола[1].
- 2022 — Премия киноизобразительного искусства Гильдии кинооператоров Союза кинематографистов России «Белый квадрат» «За вклад в кинооператорское искусство» имени Сергея Урусевского[11].